# André Maréchal
Pour les articles homonymes, voir Maréchal.
André Maréchal, né le 10 décembre 1916 à La Garenne-Colombes et mort le 14 octobre 2007 à Paris 17e, est un physicien français spécialisé dans le domaine de l'optique. Professeur à la faculté des sciences de l'université de Paris, il fut délégué général à la recherche scientifique et technique de 1964 à 1968 et directeur général de l'Institut d'optique théorique et appliquée (Supoptique) de 1968 à 1984.

## Biographie
André Maréchal fait des études supérieures à l'École normale supérieure et à la faculté des sciences de l'université de Paris de 1937 à 1941. Il prépare notamment son diplôme d'études supérieures, obtenu en 1941, au Conservatoire national des arts et métiers auprès de Pierre Fleury. Nommé professeur agrégé de physique à la rentrée 1941, il enseigne un an au lycée de Chartres, puis rejoint en novembre 1942 l'École supérieure d'optique comme chef des travaux pratiques. Il est parallèlement nommé assistant à la faculté des sciences de l'université de Paris en octobre 1943, et obtient le diplôme d'ingénieur-opticien de l'Institut d'optique théorique et appliquée la même année. Il y prépare ensuite sa thèse pour le doctorat ès sciences (Étude des effets combinés de la diffraction et des aberrations géométriques sur l'image d'un point lumineux) qu'il soutient le 13 juin 1947 devant la faculté des sciences de l'université de Paris.
Après avoir été chef des travaux pratiques de l'École supérieure d'optique avec Maurice Françon, il est chargé du cours d'optique instrumental de première année en novembre 1944 (à la suite de Boutry), chargé de recherche du CNRS en 1945, chargé de conférences à l'École normale supérieure en 1949, il devient en 1950 maître de conférences d'optique théorique et appliquée à la faculté des sciences de l'université de Paris délégué à l'École supérieure d'optique, directeur des études de l'école en 1951, obtient le titre de professeur sans chaire, puis est nommé professeur titulaire en 1955 à 38 ans.
Il est nommé délégué général à la recherche scientifique et technique le 15 septembre 1964 fonction qu'il occupe jusqu'en 1968, (Pierre Aigrain lui succède) puis directeur de l'École supérieure d'électricité de 1968 à 1969 (André Blanc-Lapierre lui succède) et directeur de l'Institut d'optique théorique et appliquée et de l'École supérieure d'optique de 1968 à 1984. Il est ensuite professeur émérite à l'Université Paris-Sud.
Il est secrétaire générale de la Société française de physique de 1953 à 1959, vice-président de la Commission internationale d'optique de 1956 à 1962, puis président de 1962 à 1966, président de la commission de la recherche scientifique de la Communauté économique européenne de 1964 à 1988, il est membre fondateur de l'Association franco-finlandaise pour la recherche scientifique et technique.
André Maréchal fut élu membre de l'Académie des sciences en 1981, fut membre de l'Académie des technologies et vice-président d'honneur du Comité français de physique.

## Prix et décorations
- Officier de la Légion d’honneur.
- Commandeur de l’ordre national du Mérite.
- Commandeur du Lion de Finlande.
- Médaille d’or de la Society for optical engineering (États-Unis) (1989).
- Thomas Young Medal de la Physical Society (1965)
- Docteur honoris causa des universités de Québec et Sherbrooke (Canada), Valencia (Espagne)
- Prix Montyon de l'académie des sciences (1950)